# Wadim Wladimirowitsch Browzew

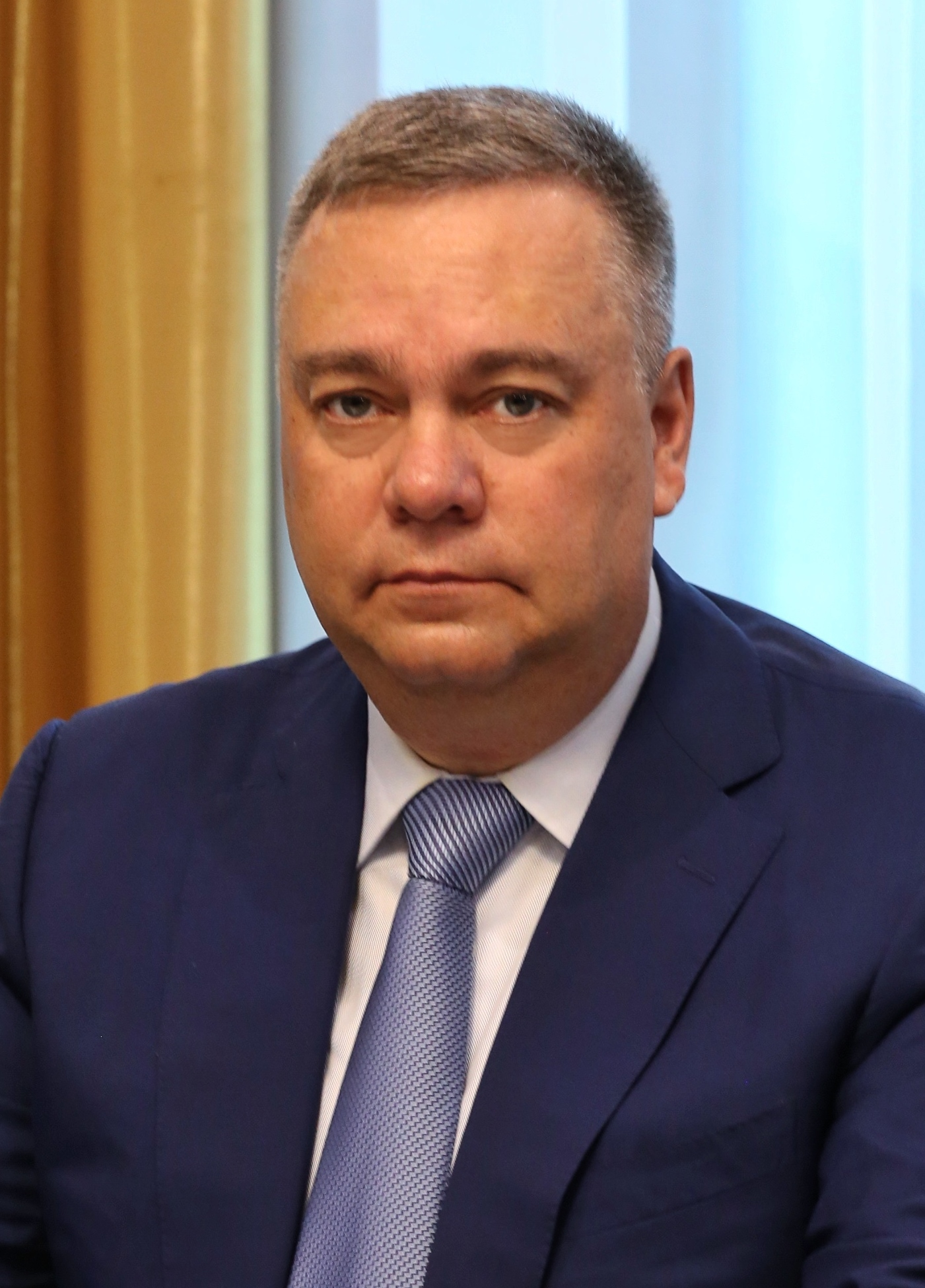
Wadim Browzew (2021)

Wadim Wladimirowitsch Browzew (russisch Вадим Владимирович Бровцев; * 26. Juli 1969 in Tscheljabinsk, Russische SFSR, Sowjetunion; † 14. November 2024, Oblast Tscheljabinsk, Russland) war ein südossetischer Politiker russischer Herkunft. Er war von August 2009 bis Mai 2012 Premierminister der international nicht anerkannten Republik Südossetien.

## Werdegang
Nach Ableistung des Wehrdienstes bei den Strategischen Raketentruppen der Sowjetarmee studierte Wadim Browzew am Swerdlowsker Institut für Volkswirtschaftswissenschaften. 1990 war er in Tscheljabinsk an der Gründung der Baufirma Wermikulit beteiligt. Von 1994 bis 1996 arbeitete er in leitender Funktion in der Spedition Ural-Awto. Von 1996 bis 2005 war er Abgeordneter des Stadtrats von Osjorsk am Ural. Danach war er Direktoratsvorsitzender bei Wermikulit. Browzew lebte vor seiner Ernennung zum südossetischen Regierungschef in Sotschi, da sein Unternehmen hier an mehreren Bauprojekten für die Olympischen Winterspiele 2014 beteiligt war.

### Politische Tätigkeit in Südossetien
Am 5. August 2009 wurde Browzew von Südossetiens Präsident Eduard Kokoity zum Nachfolger von Aslanbek Bulazew im Amt des südossetischen Premierministers ernannt. Er galt dabei als „Mann Moskaus“, der den Umgang Südossetiens mit den russischen Finanzhilfen kontrollieren sollte. Nach dem militärischen Konflikt um Südossetien im Jahr 2008 hatte Russland begonnen, Südossetien in großem Umfang materiell zu unterstützen, um die Beseitigung der Kriegsschäden zu finanzieren. Im Frühjahr 2010 wurde in den Medien darüber berichtet, Präsident Kokoity habe versucht, Browzew aus dem Amt zu drängen, um sich der Kontrolle Moskaus zu entziehen. Der russische Ministerpräsident Wladimir Putin forderte den südossetischen Präsidenten daraufhin auf, ein weiteres Vorgehen gegen Browzew und sein Umfeld, von Kokoity nahestehenden südossetischen Kritikern als „Tscheljabinsker Mafia“ bezeichnet, zu unterlassen.
Wadim Browzew war verheiratet und hatte eine Tochter und einen Sohn.
Browzew starb am 14. November 2024 im Alter von 55 Jahren an einem Herzinfarkt.